# Булатов Григорій Петрович
Була́тов Григо́рій Петро́вич (1925–1973) — радянський військовик, у роки Другої світової війни — розвідник взводу пішої розвідки 674-го стрілецького полку 150-ї стрілецької Ідрицької дивізії, рядовий.
30 квітня 1945 року першим встановив бойовий Червоний прапор над Рейхстагом.

## Біографія
народився в селі Черкасово, нині Свердловської області Росії, в родині робітника. На початку 1930-х років разом з сім'єю переїхав до міста Слободський Кіровської області. Навчався у середній школі.

### Німецько-радянська війна
З початком німецько-радянської війни пішов працювати на фанерний комбінат «Червоний якір». У 16-річному віці, дізнавшись про загибель батька, намагався добровольцем потрапити на фронт, але невдало. Від військкомату пройшов навчання і отримав водійське посвідчення.
У червня 1943 року втік з дому і ешелоном, що доправляв на фронт коней, дістався Великих Лук. У лавах РСЧА з 28 червня 1943 року. Зарахований стрільцем роти автоматників 674-го стрілецького полку 150-ї стрілецької дивізії. На фронтах німецько-радянської війни з квітня 1944 року. Згодом був переведений розвідником взводу пішої розвідки того ж полку.
29 квітня 1945 року 674-й стрілецький полк із запеклими боями на підступах до Рейхстагу вийшов на річку Шпрее. Рядовий Г. П. Булатов увійшов до складу однієї з груп, які одержали наказ при підтримці артилерії на підручних засобах форсувати Шпрее, дістатись будівлі Рейхстагу і становити над нею прапор Перемоги. З боєм просуваючись вперед, група, до складу якої входив рядовий Булатов, о 14.00 30 квітня увірвалась до будівлі Рейхстагу. З ходу захопивши вихід одного з підвалів будівлі, блокували там до 300 солдатів гарнізону Рейхстагу. Діставшись верхнього поверху, рядовий Булатов о 14.25 встановив червоний прапор над Рейхстагом. Був представлений командиром 674-го стрілецького полку до присвоєння звання Героя Радянського Союзу. Представлення було підтримане командиром 150-ї стрілецької дивізії генерал-майором В. М. Шатіловим і командиром 79-го стрілецького корпусу генерал-майором С. Н. Перевьорткіним. Проте у штабі 3-ї ударної армії нагороду було змінено на орден Червоного Прапора.

### Повоєнний час
У повоєнний час був звинувачений у спробі зґвалтування і засуджений до 1,5 роки ув'язнення (за свідченням В. Шукліна на урядовій дачі, куди Г. П. Булатова відправили відпочивати, була інсценована спроба зґвалтування покоївки). Наприкінці 1946 року повернувся на військову службу.
У 1949 році демобілізувався і повернувся у Слободський. Знову процював на фанерному комбінаті «Червоний якір». У 1957 році переїхав до Комі АРСР, працював майстром бурових робіт. У 1962 році став кандидатом у члени КПРС. Згодом поступово почав усамітнюватися, часто змінював місце роботи і, врешті, почав зловживати алкоголем. У 1968 році був засуджений, відбував покарання у ВТУ м. Кірово-Чепецьк, достроково звільнений. У 1970 році вдруге був засуджений, проте знову умовно-достроково звільнений.
19 квітня 1973 року знайдений повішаним у заводській вбиральні. За офіційною версією, вчинив самогубство.

Пам'ятник Григорію Булатову. Кіров.

## Нагороди
Нагороджений орденами Червоного Прапора (08.06.1945), Слави 3-го ступеня (21.10.1944), двома медалями «За відвагу» (08.07.1944, 09.09.1944), іншими медалями.

## Вшанування пам'яті
У місті Кіров (РФ) встановлено пам'ятник.